# 花音 (音樂)
花音（英語：Grace note）屬於裝飾音，又可細分為倚音和碎音兩種，可由一個或多個音組成，並從屬於緊接着的主要音。在樂譜上要標示花音，該音則要比其它音小得多。

## 分類

### 倚音

倚音(Appoggiatura)

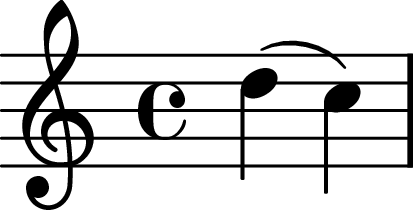
倚音的常用演釋

倚音（字源為憑倚），可以是不同時值的音符，倚音時值總和常為主要音之一半。
倚音（或一組倚音的最後一個音）常以跳進進入，並比主要音高一個全音或半音，演奏時也會適當強調，其後解決到主要音，即和聲上預期出現的音。它於旋律上亦具重要性。
在不同時期的音樂中均曾出現非重音的倚音，雖這被一些早期的理論家（如C.P.E.巴赫）所否定。它們較短並會佔用前一音的時值，而這與碎音是有分別的。

### 碎音

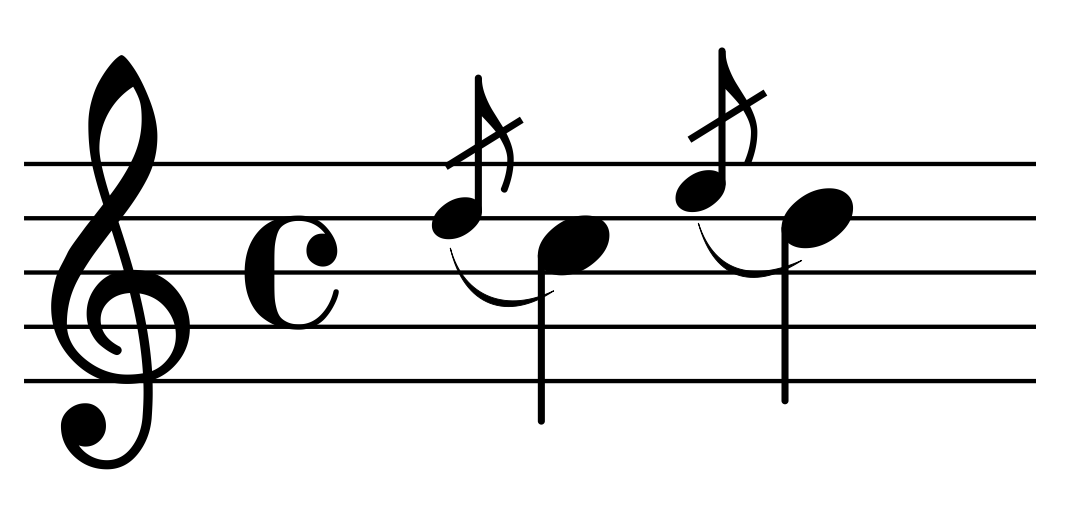
碎音(Acciaccatura)

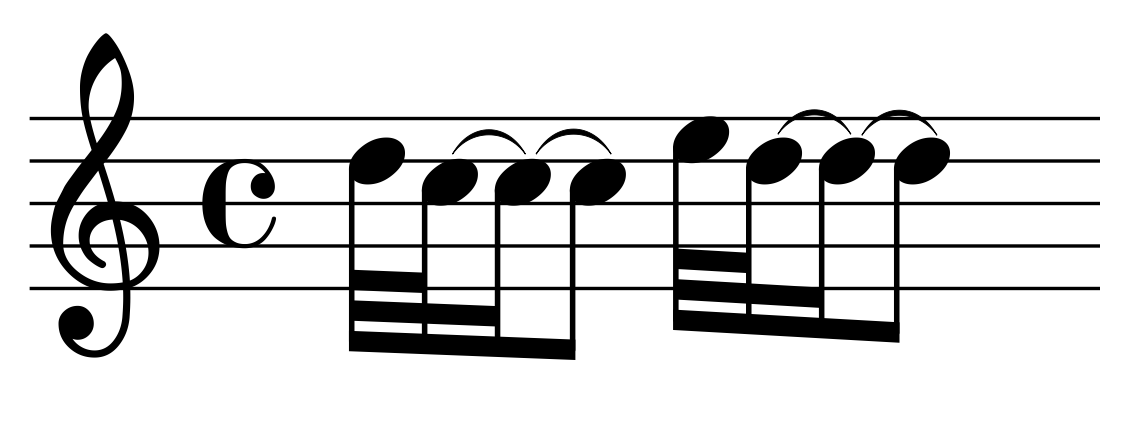
碎音的可能演釋

碎音（字源為壓碎），會以帶有斜線的八分音符作標示，若為一組音符則只有首個音符有斜線。
碎音並非旋律上或和聲上的主要音。相對倚音，主要音受碎音延遲較少，實際時值視乎樂曲的速度。而重音亦常在主要音上。
於古典時期碎音常在拍子前奏出，但總的來說受音樂家和當時演奏習慣影響。有些時候為避免誤解，當主要音在首拍時，碎音會標在小節線前。

## 補充
- 某時期或作曲家所標示的花音是倚音還是碎音仍有不少爭議。
- 通常花音的長度比主要音短，但有些倚音會比主要音長，如圖下例五。

- 一些作曲家，如蕭邦，會在他們的作品上加上一大串的小音符，让演奏家自己演繹彈這些音符所需的時間。這些是否裝飾音，則看它們是否輔助某主要音。
- 近代對西方古典音樂的修訂中，編輯常將作曲家的裝飾音標示（以花音為多數），轉換成正常音符，以減少到樂譜的不同解讀。
- 由於風笛家吹奏的音是連續的，他們須以不同的花音分隔主旋律，它們通常於拍子開首開始，但某些複雜花音會於結尾開始。[2]